# Tonje Sagstuen
Tonje Sagstuen Andersen (* 17. November 1971 in Lørenskog, Norwegen) ist eine ehemalige norwegische Handballspielerin, die für die norwegische Nationalmannschaft auflief.

## Karriere

### Sportliche Laufbahn
Sagstuen spielte für die norwegischen Erstligisten Toten HK und IK Junkeren sowie für den deutschen Bundesligisten Borussia Dortmund. Nach der Saison 1997/98 beendete die Rückraumspielerin ihre Karriere.
Tonje Sagstuen bestritt zwischen 1989 und 1998 insgesamt 217 Länderspiele für die norwegische Nationalmannschaft, in denen sie 593 Tore erzielte. Während ihrer Länderspiellaufbahn gewann die Linkshänderin die Silbermedaille bei den Olympischen Spielen 1992, die Bronzemedaille bei der Weltmeisterschaft 1993, die Bronzemedaille bei der Europameisterschaft 1994 und die Silbermedaille bei der Weltmeisterschaft 1997. Bei der WM 1997 belegte sie mit 59 Treffern den dritten Platz in der Torschützinnenliste und wurde in das All-Star-Team berufen.

### Berufliche Laufbahn
Sagstuen begann im Jahr 1999 ihre journalistische Karriere bei der Regionalzeitung Oppland Arbeiderblad, bei der sie anfangs als Sportjournalistin und später als Nachrichtenjournalistin tätig war. Im Jahr 2006 wurde sie Herausgeberin des Oppland Arbeiderblad und übte zwischen 2012 und 2014 den Posten als Chefredakteurin aus.
Im Jahr 2014 wechselte Sagstuen den Arbeitgeber und besetzte beim staatlichen Glücksspielunternehmen Norsk Tipping die Stelle als Kommunikationsmanagerin. Nachdem Sagstuen ab dem Jahr 2018 im Unternehmen als stellvertretende CEO fungiert hatte, wurde sie im Jahr 2023 zum ständigen CEO ernannt. Am 28. Juni 2025 trat sie mit unmittelbarer Wirkung vom Posten als CEO ab. Am Tag zuvor war es bei Norsk Tipping durch einen Rechenfehler dazu gekommen, dass rund 16.000 norwegischen Lottospielern ein 10.000-fach zu hoher Gewinn angezeigt wurde.